# Bignicourt-sur-Saulx
Bignicourt-sur-Saulx és un municipi francès, situat al departament del Marne i a la regió del Gran Est. L'any 2007 tenia 157 habitants.

## Demografia

### Població
El 2007 la població de fet de Bignicourt-sur-Saulx era de 157 persones. Hi havia 63 famílies, de les quals 15 eren unipersonals (4 homes vivint sols i 11 dones vivint soles), 22 parelles sense fills, 22 parelles amb fills i 4 famílies monoparentals amb fills.
La població ha evolucionat segons el següent gràfic:
Habitants censats

### Habitatges
El 2007 hi havia 68 habitatges, 64 eren l'habitatge principal de la família, 2 eren segones residències i 2 estaven desocupats. 64 eren cases i 3 eren apartaments. Dels 64 habitatges principals, 47 estaven ocupats pels seus propietaris, 15 estaven llogats i ocupats pels llogaters i 2 estaven cedits a títol gratuït; 3 tenien dues cambres, 6 en tenien tres, 16 en tenien quatre i 39 en tenien cinc o més. 45 habitatges disposaven pel capbaix d'una plaça de pàrquing. A 32 habitatges hi havia un automòbil i a 27 n'hi havia dos o més.

### Piràmide de població
La piràmide de població per edats i sexe el 2009 era:
| Homes | Edats   | Dones |
| ----- | ------- | ----- |
| 0     | 95 o +  | 0     |
| 0     | 90 a 94 | 0     |
| 0     | 85 a 89 | 0     |
| 0     | 80 a 84 | 4     |
| 0     | 75 a 79 | 4     |
| 4     | 70 a 74 | 0     |
| 12    | 65 a 69 | 12    |
| 4     | 60 a 64 | 0     |
| 4     | 55 a 59 | 0     |
| 4     | 50 a 54 | 12    |
| 12    | 45 a 49 | 16    |
| 0     | 40 a 44 | 0     |
| 4     | 35 a 39 | 0     |
| 4     | 30 a 34 | 0     |
| 4     | 25 a 29 | 8     |
| 12    | 20 a 24 | 12    |
| 12    | 15 a 19 | 0     |
| 4     | 10 a 14 | 0     |
| 0     | 5 a 9   | 0     |
| 0     | 0 a 4   | 8     |

## Economia
El 2007 la població en edat de treballar era de 102 persones, 81 eren actives i 21 eren inactives. De les 81 persones actives 73 estaven ocupades (46 homes i 27 dones) i 8 estaven aturades (2 homes i 6 dones). De les 21 persones inactives 7 estaven jubilades, 2 estaven estudiant i 12 estaven classificades com a «altres inactius».

### Ingressos
El 2009 a Bignicourt-sur-Saulx hi havia 68 unitats fiscals que integraven 173 persones, la mediana anual d'ingressos fiscals per persona era de 18.788 €.

### Activitats econòmiques
Dels 5 establiments que hi havia el 2007, 1 era d'una empresa de comerç i reparació d'automòbils, 1 d'una empresa de transport, 1 d'una empresa d'hostatgeria i restauració, 1 d'una empresa immobiliària i 1 d'una empresa classificada com a «altres activitats de serveis».
L'únic servei als particulars que hi havia el 2009 era una perruqueria.
L'únic establiment comercial que hi havia el 2009 era una botiga d'electrodomèstics.
L'any 2000 a Bignicourt-sur-Saulx hi havia 11 explotacions agrícoles.

## Equipaments sanitaris i escolars
El 2009 hi havia 2 escoles elementals integrades dins de grups escolars amb les comunes properes formant escoles disperses.

## Poblacions més properes
El següent diagrama mostra les poblacions més properes.